# اللغة الإسبانية في الفلبين

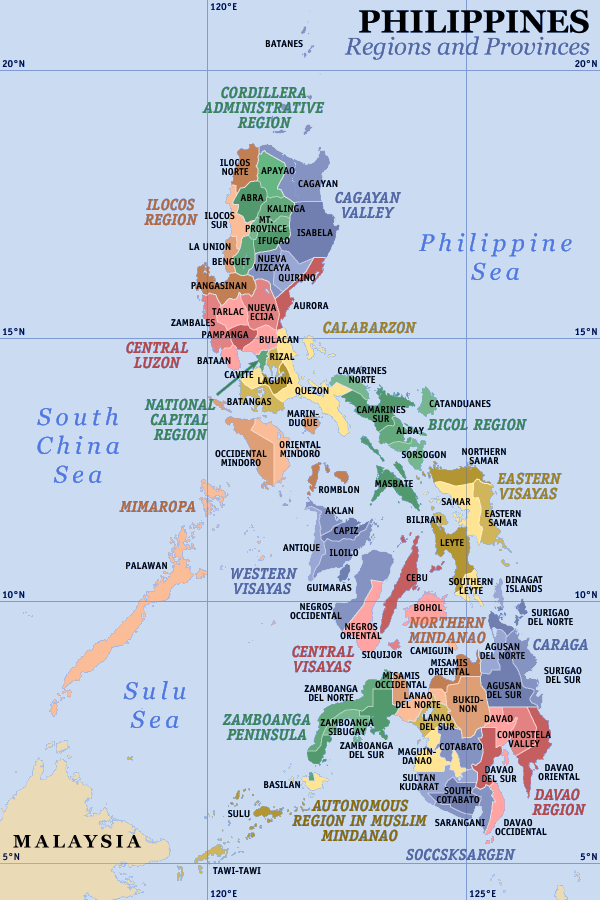
مناطق وبلديات الفلبين

اللغة الإسبانية في الفلبين كانت الإسبانية اللغة الرسمية للفلبين منذ بداية الحكم الإسباني في أواخر القرن السادس عشر، من خلال إبرام الحرب الإسبانية الأمريكية في عام 1898. وبقيت، جنبا إلى جنب مع اللغة الإنجليزية، كلغة رسمية مشتركة حتى عام 1987.أزيلت لأول مرة في عام 1973 بتغيير دستوري، ولكن بعد بضعة أشهر أعيد تعيينها بلغة رسمية بموجب مرسوم رئاسي وظلت رسمية حتى عام 1987، عندما ألغى الدستور الحالي وضعها الرسمي، وصنفه بدلا من ذلك كلغة اختيارية.

## نبذة
الإسبانية الفلبينية (الإسبانية: إسبانول فليبينو، كاستيلانو فليبينو) هو البديل من الإسبانية القياسية، متحدثة في الفلبين من قبل أقلية اليوم، على الرغم من أنها كانت واسعة الانتشار حتى أوائل القرن 20th. لغة تشاباكانوالبديلة مشابة جدا للإسبانية المكسيكية، لأن الفلبين حكمت من إسبانيا الجديدة في المكسيك الحالية، لأكثر من قرنين من الزمان. خلال تلك الفترة، كان هناك الكثير من الهجرة الإسبانية والمكسيكية إلى جزر الهند الشرقية الإسبانية.
كانت لغة الثورة الفلبينية واللغة الرسمية الأولى في البلاد، كما أعلن في دستور مالولوس لجمهورية الفلبين الأولى في عام 1899. كانت لغة التجارة والقانون والسياسة والفنون خلال الفترة الاستعمارية، وكذلك في القرن ال 20. وكانت اللغة الرئيسية للعديد من الكتاب الكلاسيكيين وإيلوسترادوس مثل خوسيه ريزال، أندريس بونيفاسيو، أنطونيو لونا ومارسيلو ديل بيلار، على سبيل المثال لا الحصر. وتنظمه الأكاديمية الأكاديمية الفلبينية للغة الإسبانية، وهي الهيئة الرئيسية لتنظيم اللغة الإسبانية في الفلبين، وعضو في رابطة أكاديمية لينغوا الإسبانية، وهي الكيان الذي ينظم اللغة الإسبانية في جميع أنحاء العالم.